# MTV Brand New
MTV Brand New (Music Television Brand New) – stacja telewizyjna wystartowała 1 sierpnia 2006 roku w Holandii. MTV Brand New pokazuje alternatywne, punk rock i filmy 24 godziny na dobę bez żadnych przerw. W wieczór kanałów MTV również transmisje na żywo. Stacja została założona na 25 urodziny MTV.
Kanał o tej samej nazwie, z różnych treści i logo, został zapoczątkowany we Włoszech, na cyfrowej platformie satelitarnej Sky Italia, na 14 września 2004.